# M192三脚

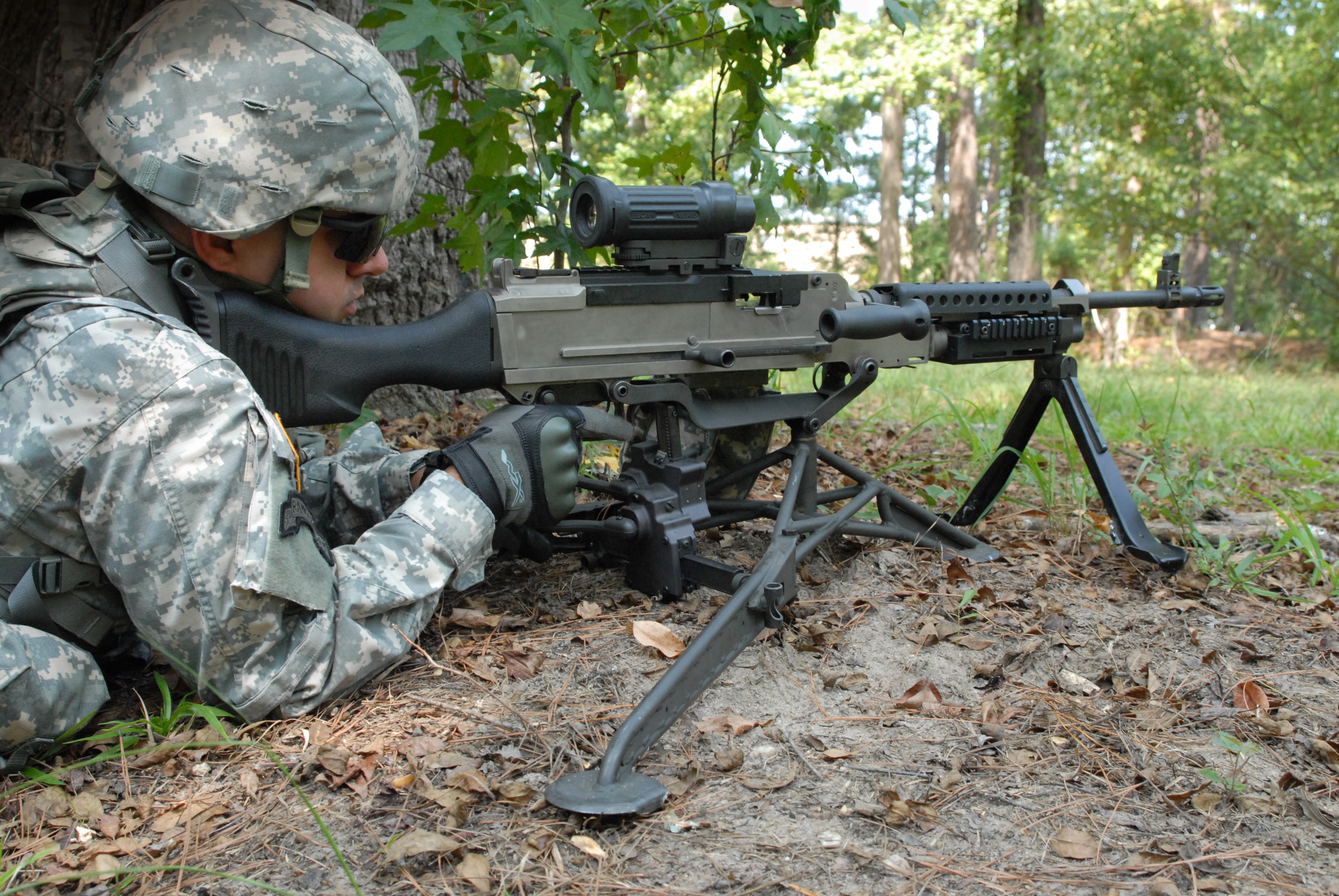
M192軽量銃架に取り付けられたM240E6機関銃(軽量化プログラム)

M192軽量銃架はアメリカ軍によって使用される三脚である。ピカティニー・アーセナルと契約したカプコ社によってM122三脚を代替するために設計された。 2005年にはアメリカ陸軍の発明品ベスト10の1つとして評価された。この三脚はM249、M240B、M240E6のために設計されている。

## 構造
M192はおよそ5キログラムで、M122よりもおよそ3キログラム軽い。またM122とは異なり、後部の脚は独立して動かし、前線基地に保管することができる。この設計のため、後部の脚を横断するように繋ぐ支柱はない。
さらに、M192はトラバーシング&エレベーション(T&E)という機構を搭載している。M122がねじによって横断支柱を固定するのに対し、M192は銃の位置の固定を解除する一対のレバーを用いる。レバーは射手の掛ける力によって「微調整」から「大幅調整」まで行うことができるように設計されている。
軽さとこの機構のために、機関銃手はM192をM122よりも速く設置することができるとされている。

## 使用
M192は2005年に配備が始められた。